# Portes de Bruxelles
Pour les articles homonymes, voir Bruxelles (homonymie).
 (août 2013).
Si vous disposez d'ouvrages ou d'articles de référence ou si vous connaissez des sites web de qualité traitant du thème abordé ici, merci de compléter l'article en donnant les références utiles à sa vérifiabilité et en les liant à la section « Notes et références ».

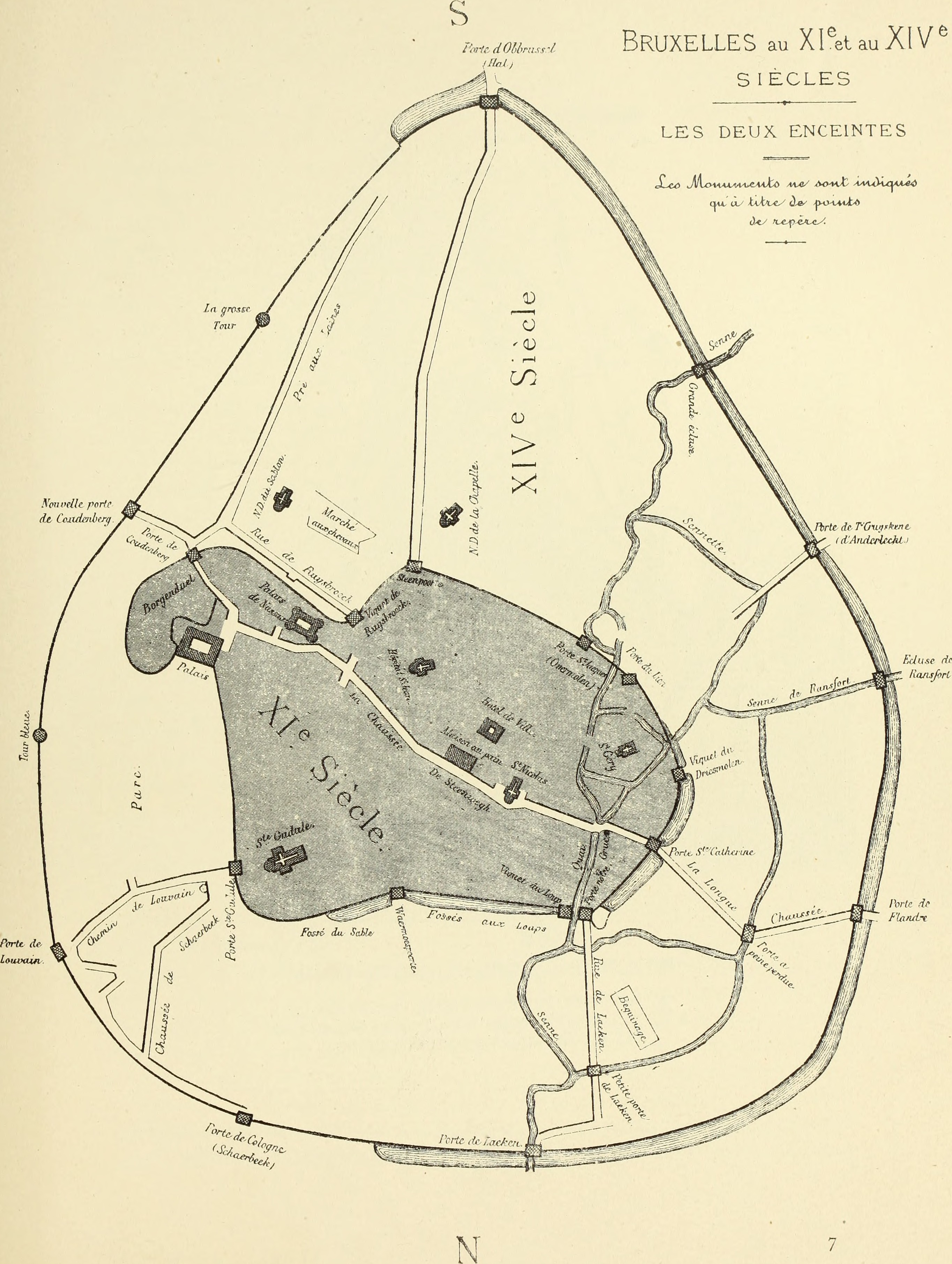
Cartographie Bruxelles au XIe siècle et au XIVe siècle siècles — Les deux enceintes (présentée orientée vers le sud) (Louis, Henri et Paul Hymans, page 7 de Bruxelles à travers les âges, 1884).

Les portes de Bruxelles désignent, à la fois, les portes défensives médiévales et les portes d'octroi (passages de taxation ouverts durant la première moitié du XIXe siècle) de la ville historique de Bruxelles (stricto sensu, le Pentagone actuel, dont les limites contemporaines reprennent — nonobstant la partie du lieu-dit quartier Dixmude dans la pointe nord du quartier des Quais et la bande nord-est du quartier des Libertés délimitée par la place des Barricades, tous deux géographiquement extérieurs à l'ancienne ville médiévale — globalement, le tracé de la seconde enceinte).

## Les portes défensives (XIe‐XIXesiècle)
Les portes historiques de Bruxelles étaient au nombre de sept pour chacune des deux enceintes fortifiées qu'a possédé la ville :
- à partir du XIe siècle, la première enceinte (ceinturant grosso modo : l'actuel quartier du Centre et alentours ; et la moitié ouest de l'actuel quartier de la Cour comprenant au sud le Coudenberg, dont l'ancien palais lui était adjacent, et longeant pour la partie nord le tracé de l'actuel parc de Bruxelles) ;
- puis, à partir du XIVe siècle (1356), la seconde enceinte extérieure à la première (et au tracé moins irrégulier, dessinant les nouvelles frontières de la ville en une forme schématique de cœur — qui a donné au Pentagone son nom littéraire et à double sens), agrandissant considérablement la ville de plus en plus peuplée et rajoutée pour pallier l'insuffisance des défenses des premiers remparts, constatée après la prise de la ville durant la guerre de succession du Duché de Brabant.

La garde des portes et des remparts était à l'origine à charge exclusive des milices des sept Lignages de Bruxelles, qui monopolisaient les fonctions dirigeantes de la ville, puis partagée à dater de 1422 avec les neuf Nations de Bruxelles (bourgeois chefs des Métiers formés en quarante‑neuf corporations) à la suite d'une lutte de pouvoir durant la révolution urbaine sanglante de l'année précédente.

### Première enceinte
1. Porte Noire, ancienne porte de Laeken ou porte intérieure de Laeken. Porte démolie en 1573[1].
2. Porte Sainte-Catherine (nl). Porte détruite en 1609[2].
3. Porte d'Overmolen (« Haut‑Moulin ») ou porte Saint-Jacques.
4. Steenpoort (nl)[3] (ou Steenporte[note 2]) (« porte de/en pierre » ou « porte pavée ») ou porte de la Chapelle[note 3].
5. Porte du Coudenberg (nl) (Froidmont ou « Mont froid » et Lignage Coudenbergh) ou porte intérieure[note 4] du Coudenberg. Cette porte servit de prison d'État sous le duc d'Albe, de dépôt des Archives du Brabant à partir de 1591 et fut démolie en 1761[4].
6. Porte Sainte-Gudule (nl)[note 5] ou du Treurenberg (« Mont des Larmes »). Aménagée en prison au XVIe siècle, cette porte est démolie à partir de 1760 pour élargir la voirie[5].
7. Porte aux Herbes Potagères (nl) ou Warmoespoort. Démolie en 1568, cette porte fermait la rue Montagne aux Herbes Potagères à hauteur de la rue du Fossé aux Loups[6].

Portes de la première enceinte
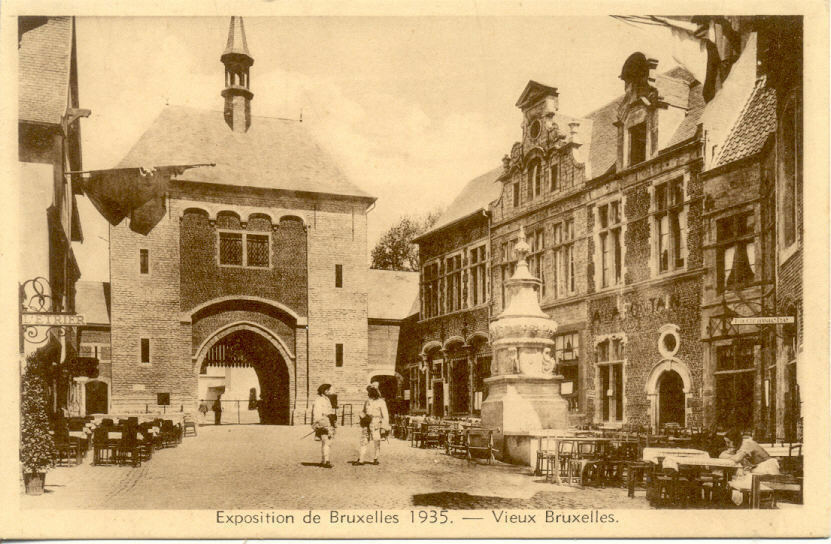
Reconstitution de la porte du Coudenberg pour l'Exposition universelle de 1935.

### Seconde enceinte
Chacune des portes de la seconde enceinte mène à la porte correspondante de la première enceinte :
1. Porte de Laeken, nouvelle porte de Laeken ou porte extérieure de Laeken[note 6].
2. Porte de Flandre.
3. Porte d'Anderlecht ou de t'Cruyseken(e)[note 7].
4. Porte de Hal ou d'Obbrussel (« Haut‑Bruxelles » ou lez‑Bruxelles).
5. Porte de Namur ou nouvelle porte du Coudenberg[note 8].
6. Porte de Louvain.
7. Porte de Schaerbeek ou porte de Cologne[note 9].

Portes de la seconde enceinte
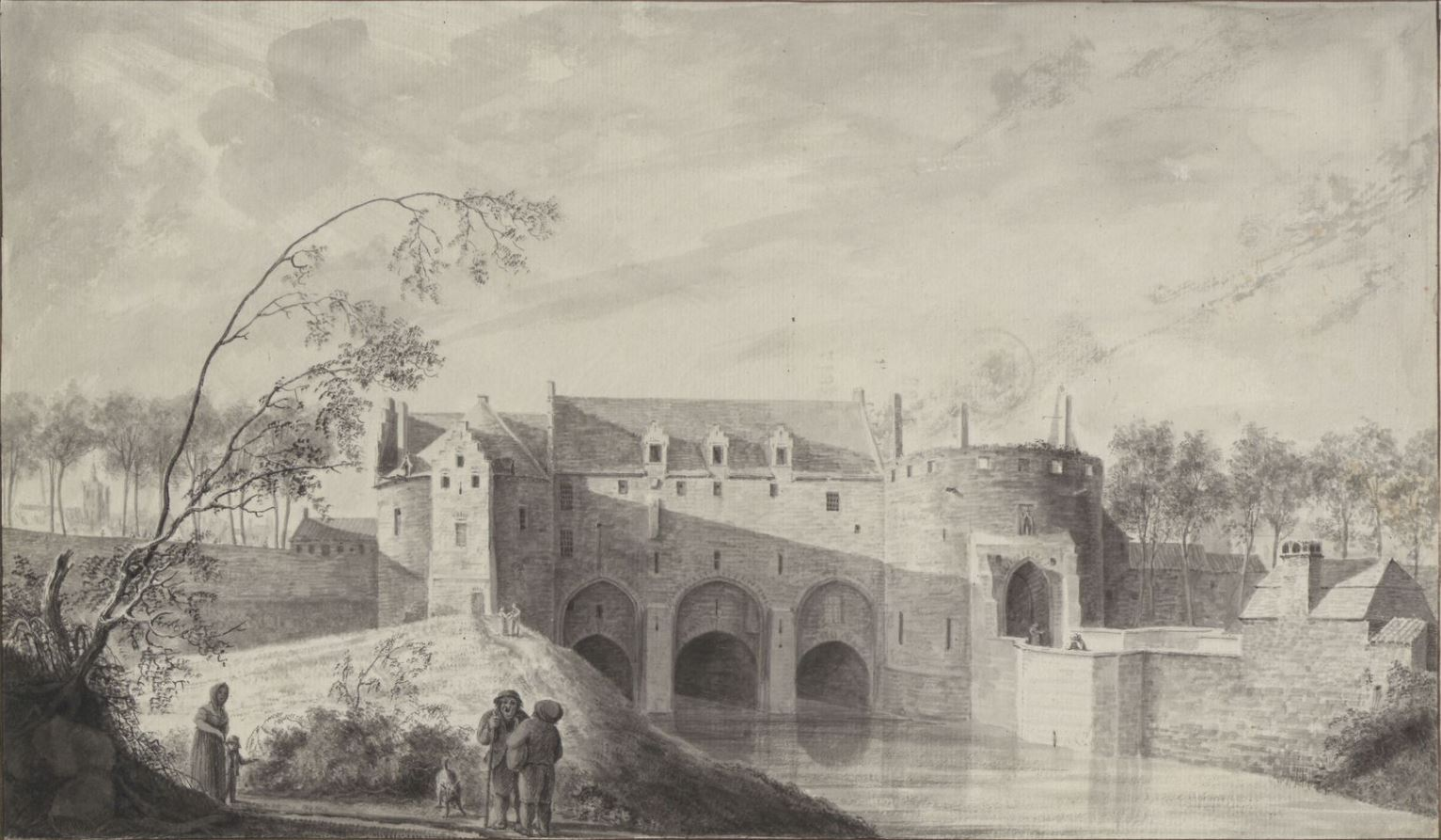
La porte de Laeken (fin XVIIIe siècle).
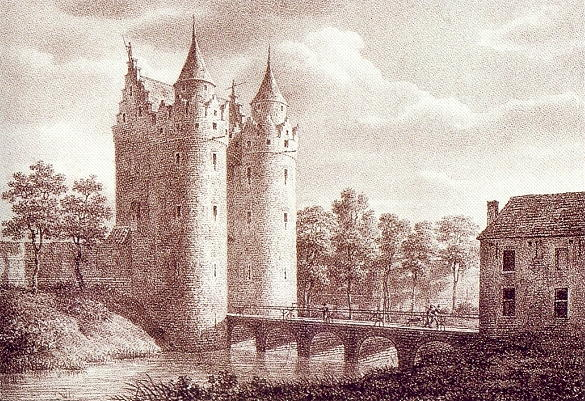
La porte de Flandre (fin XVIIIe siècle).
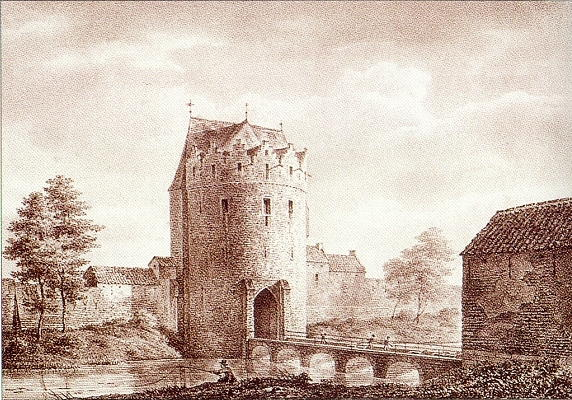
La porte d'Anderlecht (fin XVIIIe siècle).
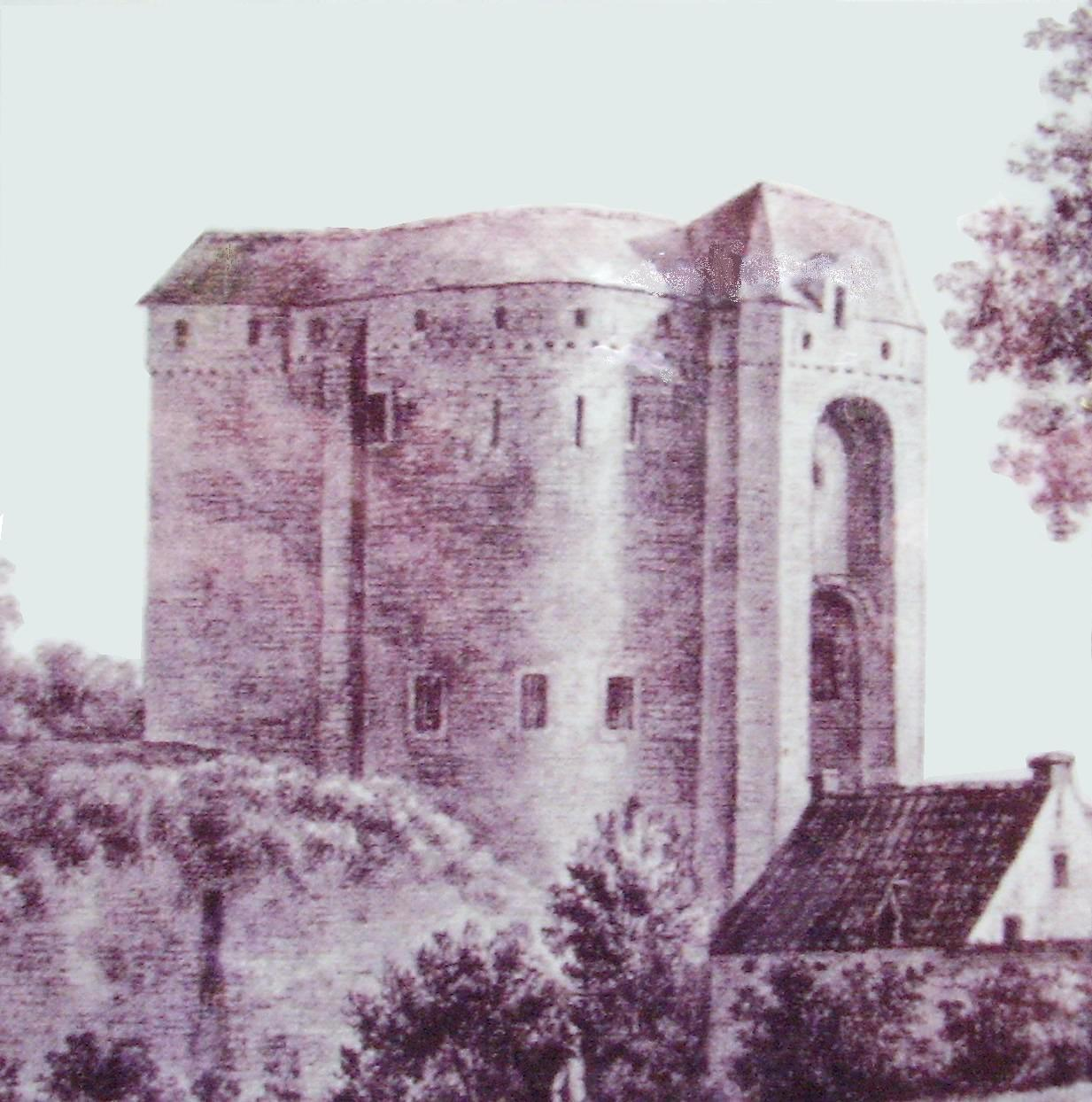
La porte de Hal (début XVIIe siècle).
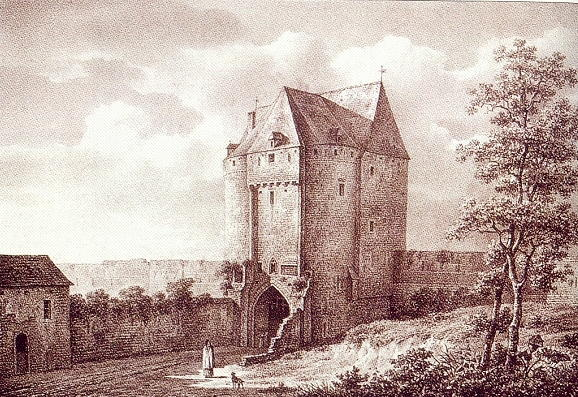
La porte de Namur (fin XVIIIe siècle).
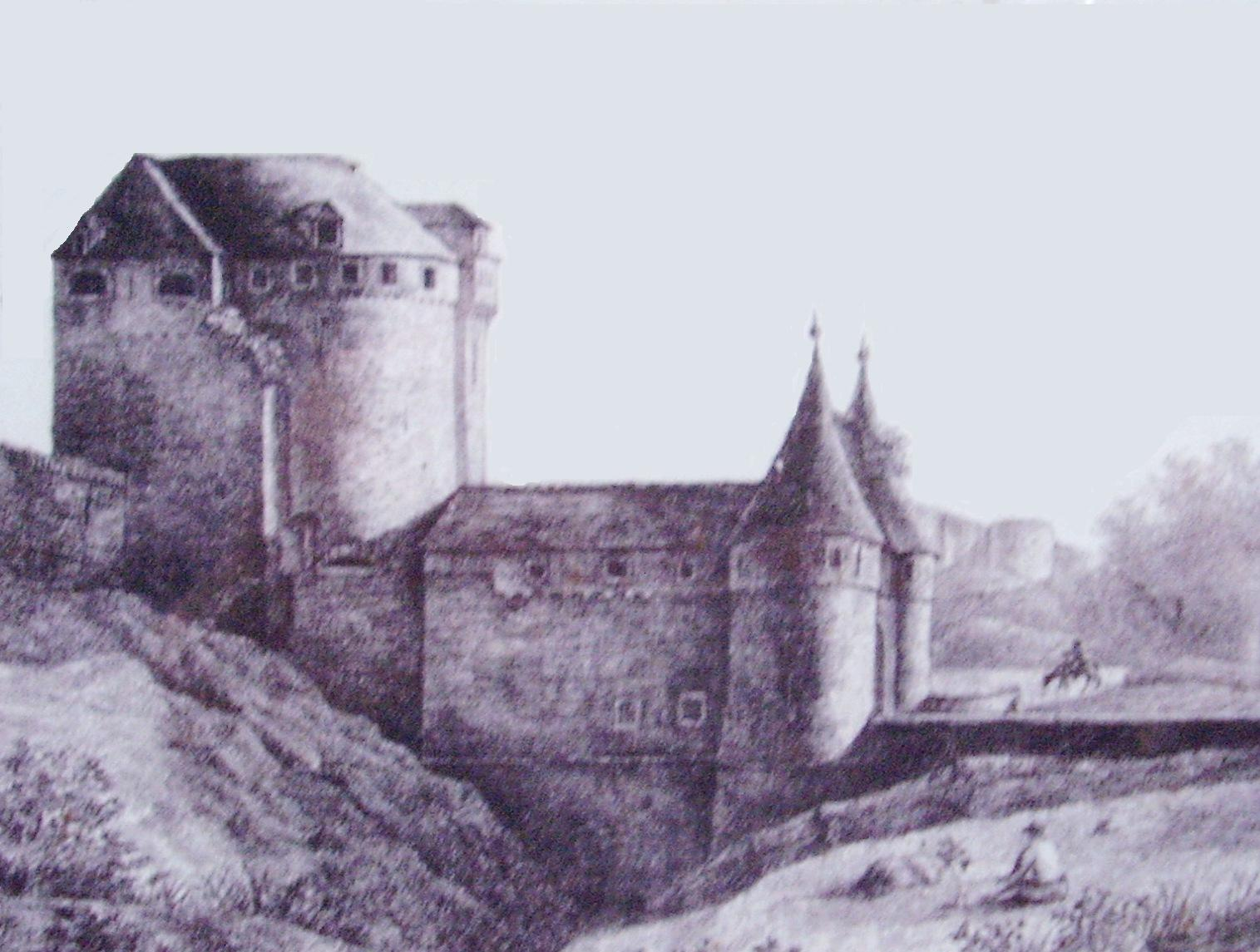
La porte de Louvain (fin XVIIIe siècle).
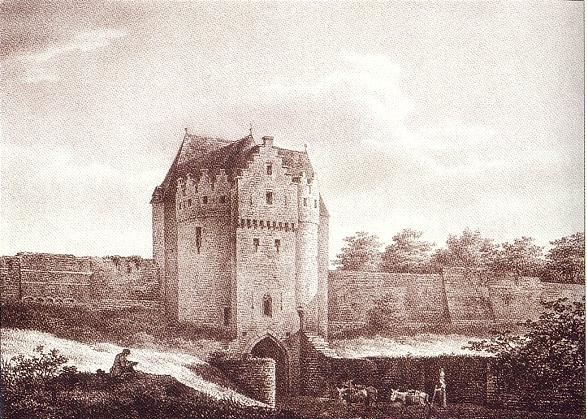
La porte de Schaerbeek (fin XVIIIe siècle).

### Portes médianes ou pseudo‑portes
- Au début du XIVe siècle (probablement vers 1340‑1350), la porte de Philippe (Filipspoort, d'après un résident local) devenue la porte à Peine Perdue ; poste défensif avancé du rempart des Moines — du couvent de Jéricho — extérieur avant l'érection de la seconde enceinte, elle était située à mi‑chemin entre les portes Sainte-Catherine et de Flandre (et rendue obsolète dans sa fonction première, d'où le nom), et reliée par le canal des Béguines ou canal du Béguinage (Begijnengracht ; bordant d'ouest en nord le Béguinage bruxellois, il correspondait globalement au tracé formé par la moitié septentrionale des anciens bassins de l'actuel quartier des Quais) à la petite porte de Laeken en aval ; reconstruite en 1464, elle fut définitivement abattue à la suite d'un incendie en 1727 ;
- Au moins à dater de 1373, la porte médiane de Laeken ou petite porte de Laeken ; située, comme ses noms l'indiquent, dans la zone médiane aux deux enceintes entre leur porte de Laeken respective — la porte intérieure de Laeken et la porte extérieure de Laeken (la médiane sise en son temps sur la rue de Laeken[1], au niveau de l'actuel théâtre royal flamand), elle était reliée à la porte à Peine Perdue par un bras (le canal des Béguines ou canal du Béguinage, Begijnengracht) bordant d'ouest en nord le Béguinage bruxellois pour rejoindre au-delà de ladite porte le cours principal de la Senne, juste avant l'écluse de Laeken en aval, adjointe à la porte extérieure ; la date exacte de sa disparition est incertaine (sa dernière mention sur une carte — avant de disparaître complètement — remontant à 1572) ;
- En 1561, le trou du Rivage, devenu la porte du Rivage (aussi tardivement, porte du Canal) ; accès fluvial à l'ancien port intérieur ouvert à l'extrême nord des remparts (entre les portes de Laeken et de Flandre, à l'emplacement actuel du lieu-dit reliant l'ancien bassin des Barques et celui de l'Entrepôt — au cœur du quartier des Quais — qui a conservé son nom); parfois, elle est informellement considérée comme une « huitième porte ».

Portes médianes
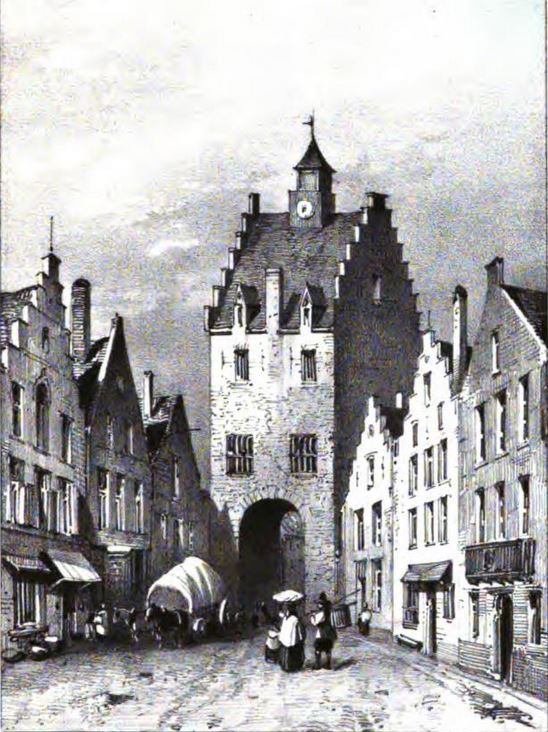
La porte à Peine Perdue (1700‐1727).
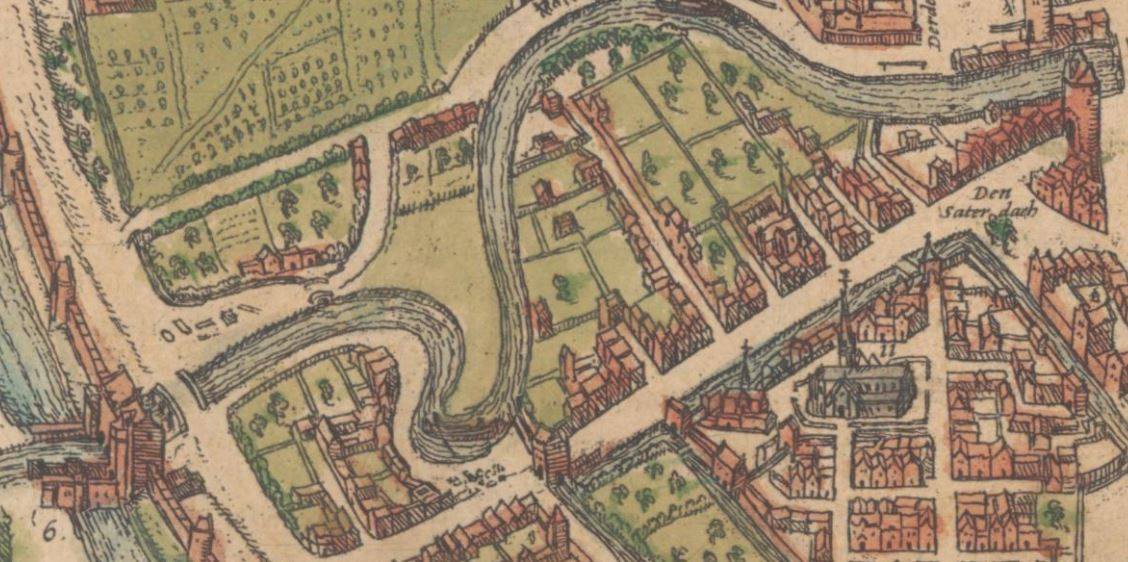
La porte médiane de Laeken (centre inférieur de l'image) seyant entre ses deux portes sœurs (l'extérieure en coin inférieur gauche, l'intérieure en coin supérieur droit) (1572).
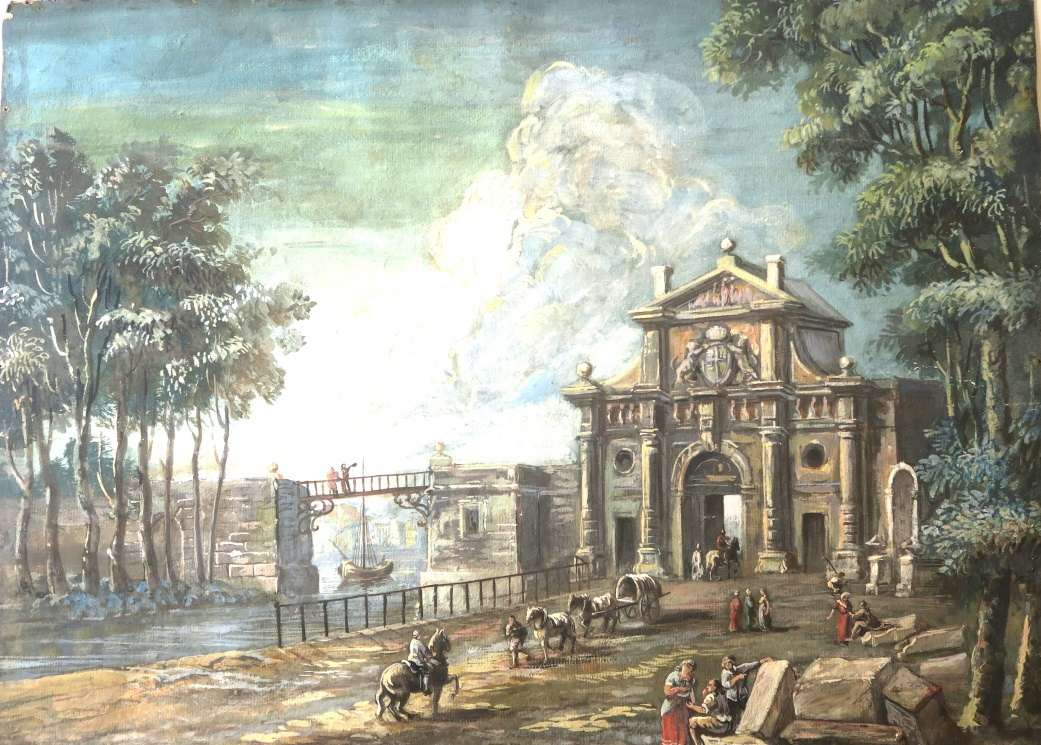
La porte du Rivage (XVIIIe siècle).

### Les portes secondaires («viquets»)
En raison des emplacements peu pratiques des portes fortifiées, il n'est pas surprenant que la première enceinte de la ville ait également eu d'autres ouvertures : des « viquets » ou guichets (donc, pas des portes de ville à proprement parler). Qu'ils aient été prévus dès le départ ou non, il n'est pas possible de le déterminer avec les données actuelles. Il y a aussi peu de clarté sur leur nombre exact :
- En 1291, la porte (ou le « viquet ») du Driesmolen, ou moulin de la Jachère/Friche (Driesmolenwiket, d'après l'ancien moulin à eau, à ne pas confondre avec celui du XVIIe siècle au village de Velzeke (nl) — Velzeke‑Ruddershove) située à l'ouest, entre la porte Sainte‑Catherine et l'accès fluvial intérieur occidental de la Senne (celui qui reliera à l'écluse de Ransfort, de la seconde enceinte) ;
- Aux environs de 1321‐1346, la porte (ou le « viquet ») de Ruysbroeck, ou Ruisbroek (Ruisbroekwiket) située au sud‑sud‑est, dans l'angle marqué de l'enceinte séparant la porte de la Chapelle et le Coudenberg, et orientée dans le prolongement de l'extrémité nord de l'ancienne rue homonyme (côté extérieur) vers les église et hôpital Saint‑Jean (côté intérieur) ;
- En 1329, la porte (ou le « viquet ») du Lion (Leeuwswiket, d'après le Lignage Sleeus et ses armoiries) située au sud‑ouest, en bordure ouest (et orientée vers son cours côté extérieur) de l'accès fluvial intérieur méridional de la Senne (celui qui reliera à la Grande Écluse, de la seconde enceinte), côté opposé à celui de la porte Saint‑Jacques ;
- En 1353, la porte (ou le « viquet ») du Loup (Wolfswiket, d'après des Maison et armoiries — et le lieu-dit des fossés aux Loups), ou Saint‑Jean (Sint-Janswiket, d'après les lieux-dits église et hôpital Saint‐Jean, ainsi que la Nation du même nom) située au nord‑nord‑ouest, en bordure est de l'accès fluvial intérieur septentrional de la Senne, côté opposé à celui de la porte Noire ;
- En 1356, la porte (ou le « viquet ») de Bogaerden — ou Bogaarden, ou des Béguards (Bogaardenwiket, d'après l'aumônerie masculine des béguins).

## Les portes d'octroi (XIXesiècle)
Dès la fin du XVIIIe siècle, les anciens remparts de la seconde enceinte, ayant perdu toute fonction défensive, sont progressivement démantelés, puis remplacés au siècle suivant par une barrière percée de nouvelles portes destinées à l'octroi, impôt indirect perçu à l'importation de denrées et de marchandises sur le territoire de la ville. Une administration (tour à tour selon le régime : française — Première République puis Premier Empire ; néerlandaise — Royaume des Belgiques, sous lequel Bruxelles avait une fonction de co‑capitale en alternance avec La Haye ; et enfin, belge) avait pour mission de contrôler le passage entre les pavillons symétriques des portes et de percevoir les taxes.
En plus des portes d'octroi construites sur les sites de presque toutes les anciennes portes médiévales de la seconde enceinte (excepté celle de Laeken, rendue obsolète par la porte d'Anvers, et celle de Hal, préservée et toujours existante, actuellement convertie en musée royal d'Art et d'Histoire) :
- À une date non déterminée (peut‑être entre 1825 et 1860), la porte de Flandre ;
- En 1823, la porte de Louvain ;
- En 1825, la porte de Schaerbeek (sur le site de l'ancienne porte de Cologne) ;
- Entre 1834 et 1836, la porte d'Anderlecht, aux pavillons également conservés et reconvertis — avec celle de Ninove — en musée et contrôle des collecteurs des Égouts depuis 1988. L'édifice de style néo‑classique, a comme particularité sur les autres pavillons encore existants de posséder à son fronton, l'indication (en forme latinisée et imitée à la romaine) de sa mise en service (« S.P.Q.B. ANNO MDCCCXXXVI », calque bruxellois de la devise en sigle S.P.Q.R. des République et Empire romains, pour SENATVS POPVLVSQVE BRVXELLENSIS ANNO MDCCCXXXVI — en français, « Le Sénat et le peuple bruxellois — Année 1836 EC ») ;
- En 1836, la porte de Namur (sur le site de la nouvelle porte du Coudenberg), dont les pavillons furent déplacés en 1862 et se situent toujours à l'entrée du bois de la Cambre (extrémité sud de l'actuelle avenue Louise). La fontaine de Brouckère les a remplacés de 1866 à 1958 au milieu des boulevards de la petite ceinture (Edouard Fiers et Henri Beyaert, 1866).

Pavillons et portes d'octroi disparus
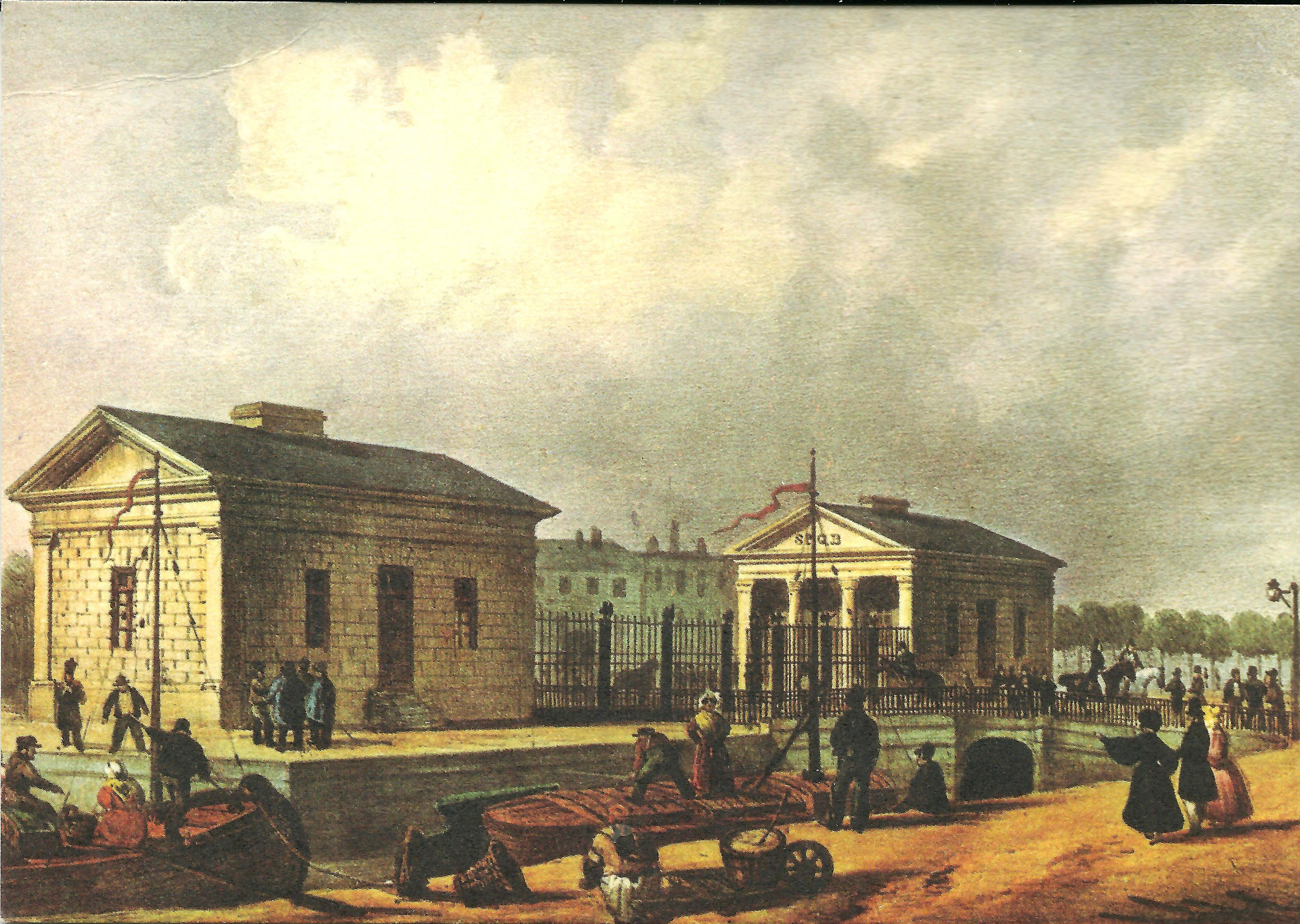
La porte d'octroi de Flandre (1825‐1860).
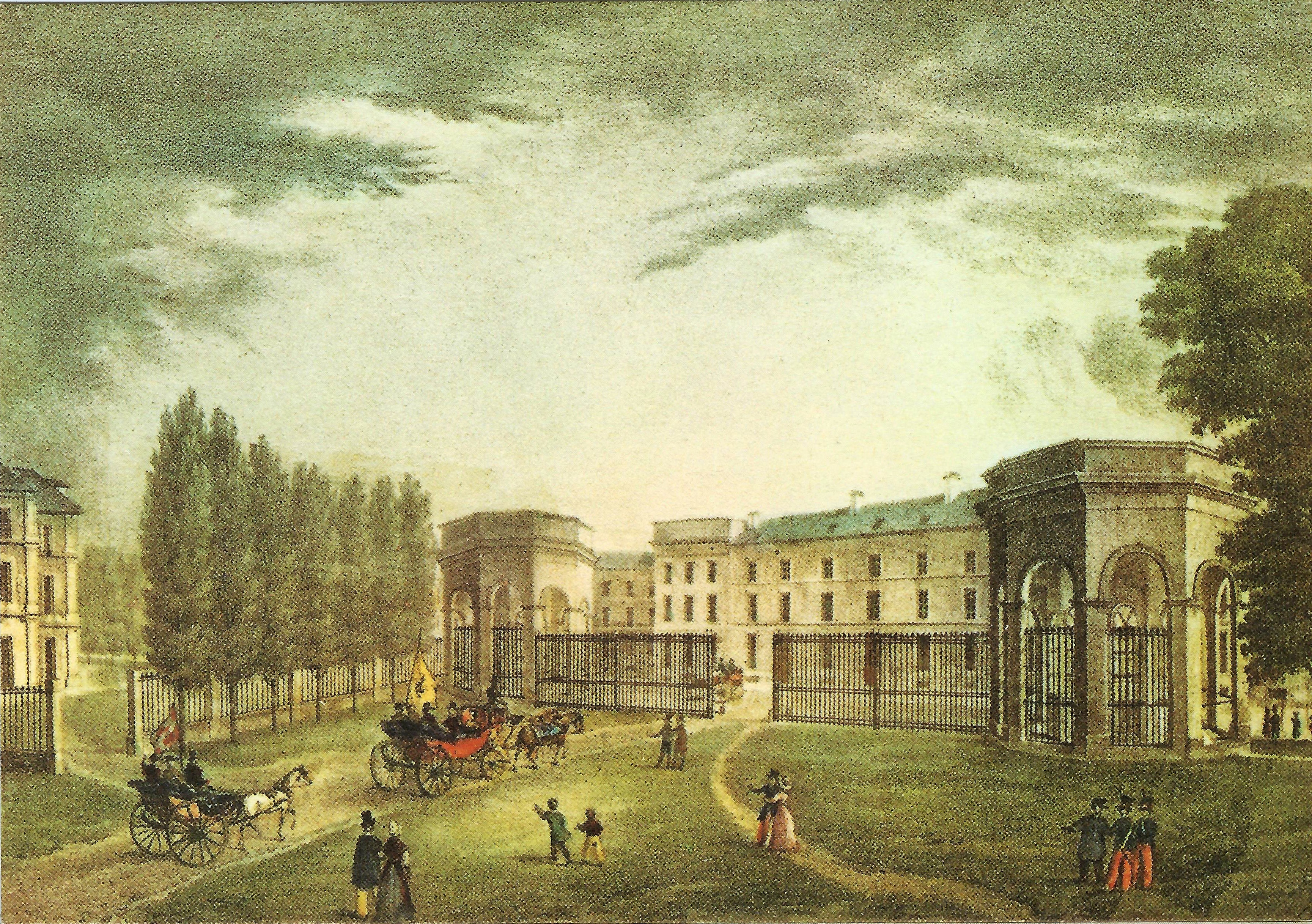
La porte d'octroi de Louvain (1825‐1860).
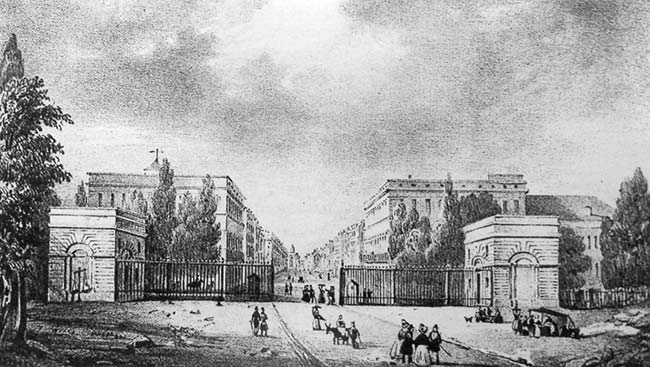
La porte d'octroi de Schaerbeek (XIXe siècle).

S'ajoutaient de nouvelles portes, toujours sur le tracé de la seconde enceinte médiévale :
- En 1804, la porte d'Anvers (auparavant et tour à tour selon le régime : porte Napoléon, porte Guillaume puis porte Léopold — à ne pas confondre avec la porte anversoise homonyme), sur le site de l'actuelle intersection entre la rue de Laeken et la chaussée d'Anvers (entre la porte de Laeken et la porte de l'Allée Verte — puis seconde porte du Rivage) ;
- En 1816, la porte de Ninove, déplacée depuis celle d'Anvers (alors porte Napoléon) sur le site de l'écluse de Ransfort (entre la porte de Flandre et la porte d'Anderlecht) ; toujours existante, elle est reconvertie — avec cette dernière — en musée et contrôle des collecteurs des Égouts ;
- En 1819, la porte de l'Allée Verte (redevenue la porte du Rivage dès 1832-1836) ;
- En 1830, la (seconde) porte Léopold bruxelloise (à ne confondre ni avec l'ancien nom de la porte d'Anvers, ni la porte anversoise homonyme ; sur le site de l'intersection dans l'axe de l'actuelle rue Belliard — donnant ainsi accès avec la porte de la Loi au nouveau quartier Léopold — entre la porte de Louvain et la porte de Namur) ;
- Entre 1832 et 1836, la seconde porte du Rivage (en lieu et place de la porte de l'Allée Verte ; plus en aval par rapport à l'ancienne porte — et selon l'ancienne topographie, à l'extrémité du nouveau port extérieur bruxellois — entre les actuelles place Sainctelette et de l'Yser). Les pavillons perdurèrent après l'abolition jusqu'en 1910 (création du nouveau port maritime) ;
- En 1839, la (seconde) porte de Cologne[note 9] (à l'intersection de l'actuelle place Rogier entre la première et médiévale porte de Cologne — ou aussi porte de Schaerbeek — et la porte de Laeken) ;
- En 1840, la porte de Waterloo (à ne pas confondre avec la porte carolorégienne homonyme), devenue porte de Charleroi puis place Louise (que les habitants appellent familièrement porte Louise par analogie avec les autres portes jalonnant la petite ceinture : entre la porte de Hal et la porte de Namur, à l'extrémité nord de l'actuelle avenue Louise) ;
- En 1849, la porte de la Loi (sur le site de l'intersection dans l'axe de l'actuelle rue homonyme — donnant ainsi accès avec la porte Léopold au nouveau quartier du même nom — entre la porte de Louvain et la porte de Namur).

À partir de 1830, l'indépendance de la Belgique (dont Bruxelles devient la capitale) amena en parallèle des ajouts progressifs d'autres portes, aux destructions et/ou remplacements des infrastructures jugées obsolètes, puis à la disparition finale des trois‑quarts des pavillons (les pavillons jumeaux de deux des portes d'octroi ont été conservés sur place et reconvertis, à l'instar de l'ancienne porte médiévale de Hal, et ceux d'une troisième furent transférés à l'entrée du bois de la Cambre en 1862 ; y sis toujours actuellement, et également préservés).
Après trois décennies d'indépendance de facto du royaume de Belgique (qui n'est définitivement reconnu qu'à partir de 1839), l'abolition de l'octroi le 21 juillet 1860 (jour calendaire de la prestation de serment de 1831 par Léopold Ier en tant que premier roi des Belges et, par corollaire, de la future fête nationale) donna à son tour lieu à d'importantes festivités, cette taxation ayant rendu la vie à Bruxelles excessivement chère.
Tous les pavillons survivants sont, à l'instar des vestiges de la seconde version de la Grande Écluse (rebâtie une troisième fois pour usage de 1871 à 1955, puis reconvertie en restaurant depuis les années 1990), de style néo‑classique et signés Auguste Payen le Jeune.

Pavillons et portes d'octroi rescapés
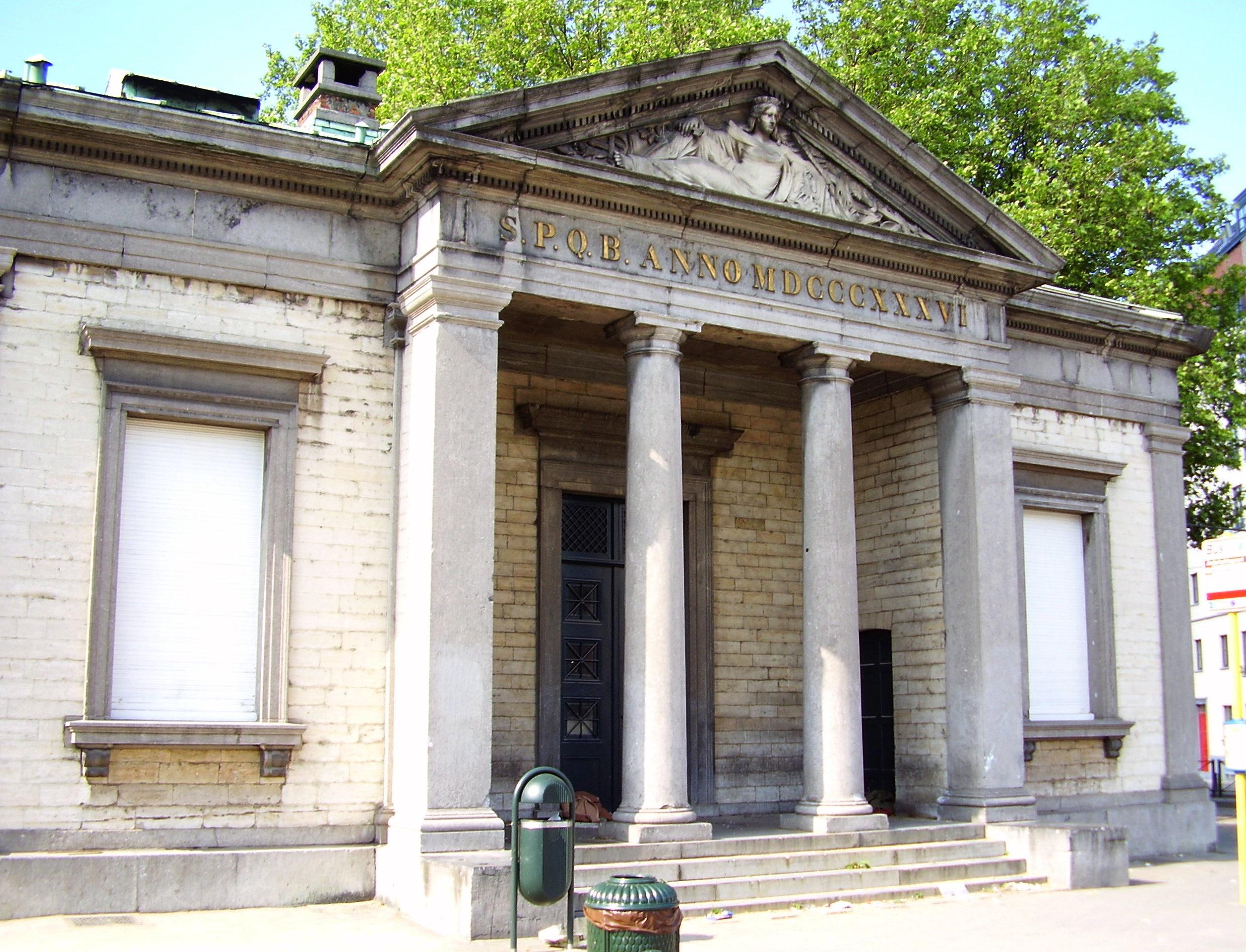
Anciens pavillons de la porte d'octroi d'Anderlecht (Musée des Égouts de Bruxelles) (2006).
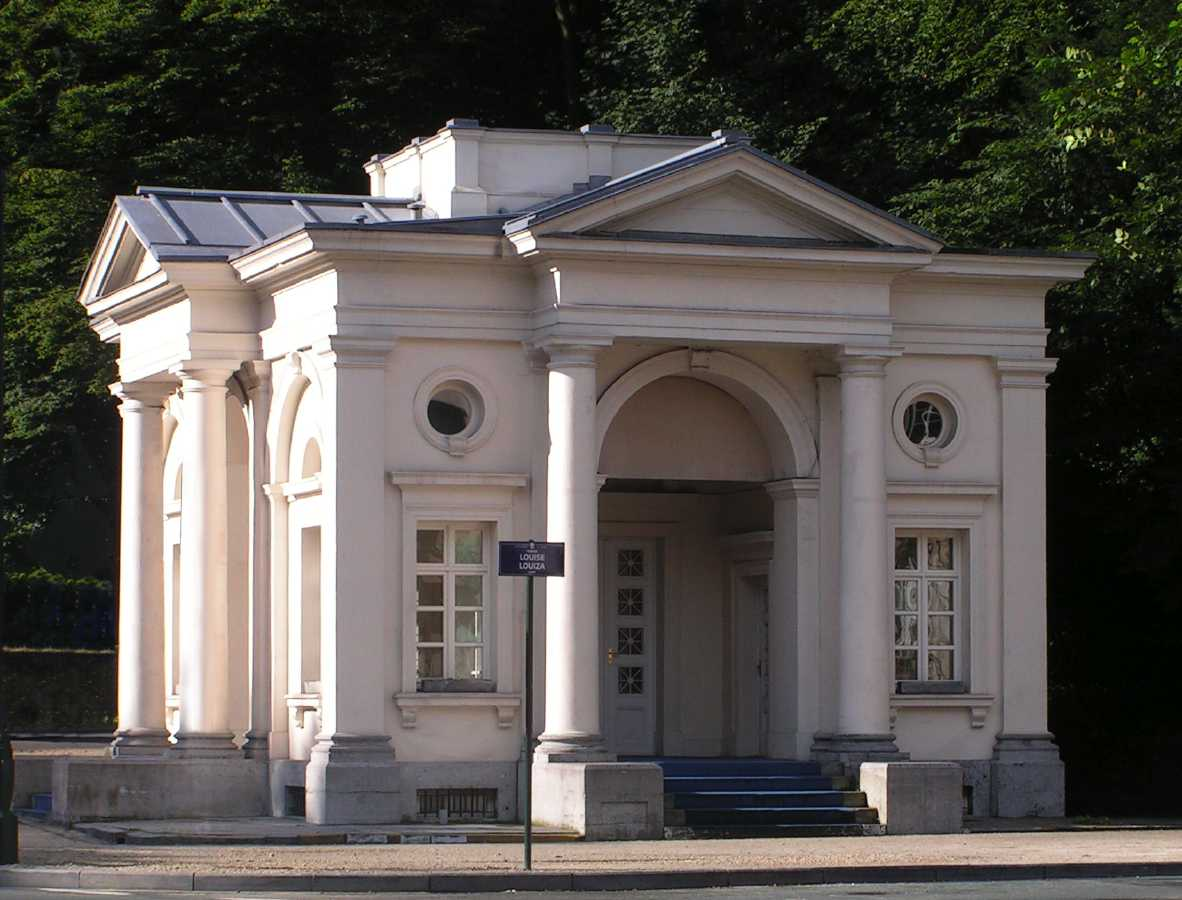
Anciens pavillons d'octroi de la porte de Namur (entrée du bois de la Cambre) (2005).
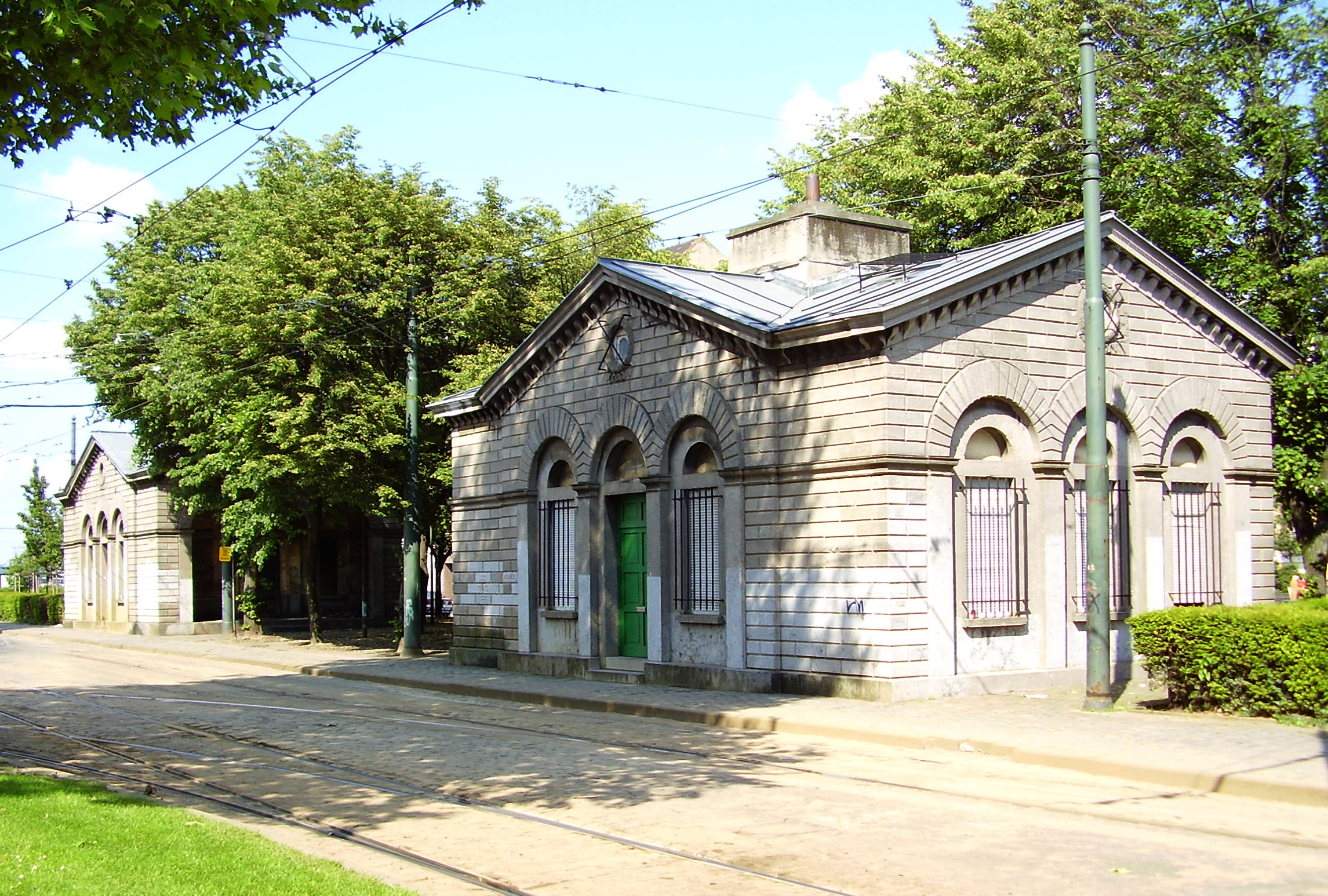
Anciens pavillons de la porte d'octroi de Ninove (Musée des Égouts de Bruxelles) (2006).